# ミッケリ (小惑星)
ミッケリ (1526 Mikkeli) は、小惑星帯に位置する小惑星。フィンランド南西部の都市トゥルクで、ユルィヨ・バイサラによって発見された。
フィンランドの南東部に位置する南サヴォ県の県都、ミッケリに因んで命名された。